# 李隆术
李隆术（1920年—2015年），男，四川安岳人，中国昆虫学家、农业教育家，曾任西南农业大学教授、博士生导师。